# 印度石鸻
印度石鸻（学名：Burhinus indicus），是鸻形目石鸻科的一种鸟类。

## 特征
印度石鸻体重约307克，翼长约20.42厘米，喙宽度约8毫米，喙厚度约9.3毫米，嘴峰长约41.5毫米，跗蹠长约73.2毫米，尾长约98.2毫米。
印度石鸻是候鸟，栖息在草地，它们是食肉动物，主要以昆虫、蜘蛛等陆生无脊椎动物为食。它们分布在印度、斯里兰卡、中南半岛；冬季迁徙至非洲和阿拉伯地区。